# 도봉천
도봉천(道峰川)은 서울특별시 도봉구 도봉동 도봉산에서 발원하여 중랑천으로 흘러드는 지방하천이다. 하구에서부터 0.5km 떨어진 경원선 도봉역 인근에서 무수천을 합류시키며, 상류의 계곡부에서는 용어천계곡이 합쳐진다. 자연하천인 상류의 경사는 약 6.67%이며, 석축제방으로 정비된 하류의 경사는 약 1%이다.